# Грађевински камен
Грађевинским каменом се сматра сваки камен који се може користити у грађевинарству.
Камен настаје дробљењем (ситњењем) стена. До природног настанка камена обично долази дејством ерозије, услед утицаја: кише, ветра, мраза, плиме, осеке, земљотреса, поплава и других метеоролошких појава.
Вештачким путем се камен добија сечењем стена тестерама, ситњењем помоћу експлозива, дробљењем или млевењем, цепањем и на друге начине.
Камен је важан и скоро незаменљив материјал у грађевинарству, како у нискоградњи, тако и у високоградњи. Један је од најстаријих грађевинских материјала јер је био лако доступан у природи у давно доба, те су га рани људи могли користити за разне потребе.
Камен се у грађевинарству најчешће пре употребе обрађује: ломи, сече, полира итд. За насипање путева и израду подлоге за темеље и подове се обично користи природни шљунак или туцаник.

## Врсте камена
Најчешће коришћене врсте грађевинског камена су: гранит, мермер, гнајс, андезит, бреча, доломит, пешчар, кречњак и травертин.
Поред природног камена камен се може израђивати и на вештачки начин. Ово раде специјализовани вешти мајстори терацери или клесари за израду вештачких врста камена, који набацају на врећу од гругог ткања слојод цементног малтера у боји који се фино обликује и углача и онда се врши повлаченје вреће да би горњи слој малтера испуцао у облику мермерних жила које се затим испунјавају малтером или гипсом у другим бојама да би се добио камен који личи на природни са финим „природним” жилама које су израђене на уметан начин. Овај камен се затим уграђује на пример у зид од камена који опет треба да се лепо сложи да би деловао естетски. За постзање ефеката од природног и вештачког камена добро су познате особине нарочито далматинских клесара.